# Réserve naturelle volontaire de l'étang Coudert
La réserve naturelle volontaire de l'étang Coudert est une ancienne réserve naturelle volontaire française été créée en 1988, sur le territoire de la commune de Saint-Rémy, dans le département de la Corrèze. Elle occupait une superficie de 18 hectares et avait pour but de préserver la loutre.

## Histoire du site et de la réserve
L'intérêt du site aboutit à un classement en RNV en 1988 pour une durée de six ans. La loi « démocratie de proximité » du 27 février 2002 transforme les RNV en réserves naturelles régionales (RNR), ce qui est le cas pour l'étang Coudert. 
Le décret d'application no 2005-491 du 18 mai 2005 précise dans son article 6 que « le classement en RNR court jusqu'à l'échéance de l'agrément qui avait été initialement accordé à la réserve volontaire ». Le classement en RNR a donc pris fin après six ans depuis le dernier agrément, probablement au début des années 2000.
Le site constitue également une ZNIEFF de type I, avec l'ancienne réserve naturelle de Gioux.

### Sources
- [PDF] Étang du Coudert - Réserve naturelle régionale